# Orr Peak
Orr Peak är en bergstopp i Antarktis. Den ligger i Östantarktis. Australien gör anspråk på området. Toppen på Orr Peak är 2 242 meter över havet, eller 41 meter över den omgivande terrängen. Bredden vid basen är 1,2 km.
Terrängen runt Orr Peak är platt åt sydost, men åt nordväst är den kuperad. Trakten är obefolkad. Det finns inga samhällen i närheten.